# Calceolaria ferruginea x commutata
Calceolaria ferruginea x commutata là một loài thực vật có hoa trong họ Calceolariaceae. Loài này được Torr. & A. Gray mô tả khoa học đầu tiên năm 1988.